# Pierron (Illinois)
Pour les articles homonymes, voir Pierron.
Pierron est un village des comtés de Bond et Madison dans l'Illinois, aux États-Unis,. Le premier bureau postal est créé en 1870. Pierron est fondé, en tant que village, en 1871 et porte le nom de son fondateur Jacques Pierron. Il est incorporé le 21 avril 1893.

## Démographie
Lors du recensement de 2010, le village comptait une population de 600 habitants. Elle est estimée, en 2016, à 554 habitants.

## Source de la traduction
- (en) Cet article est partiellement ou en totalité issu de l’article de Wikipédia en anglais intitulé « Pierron, Illinois » (voir la liste des auteurs).